# Strzępkoskórka różowokremowa

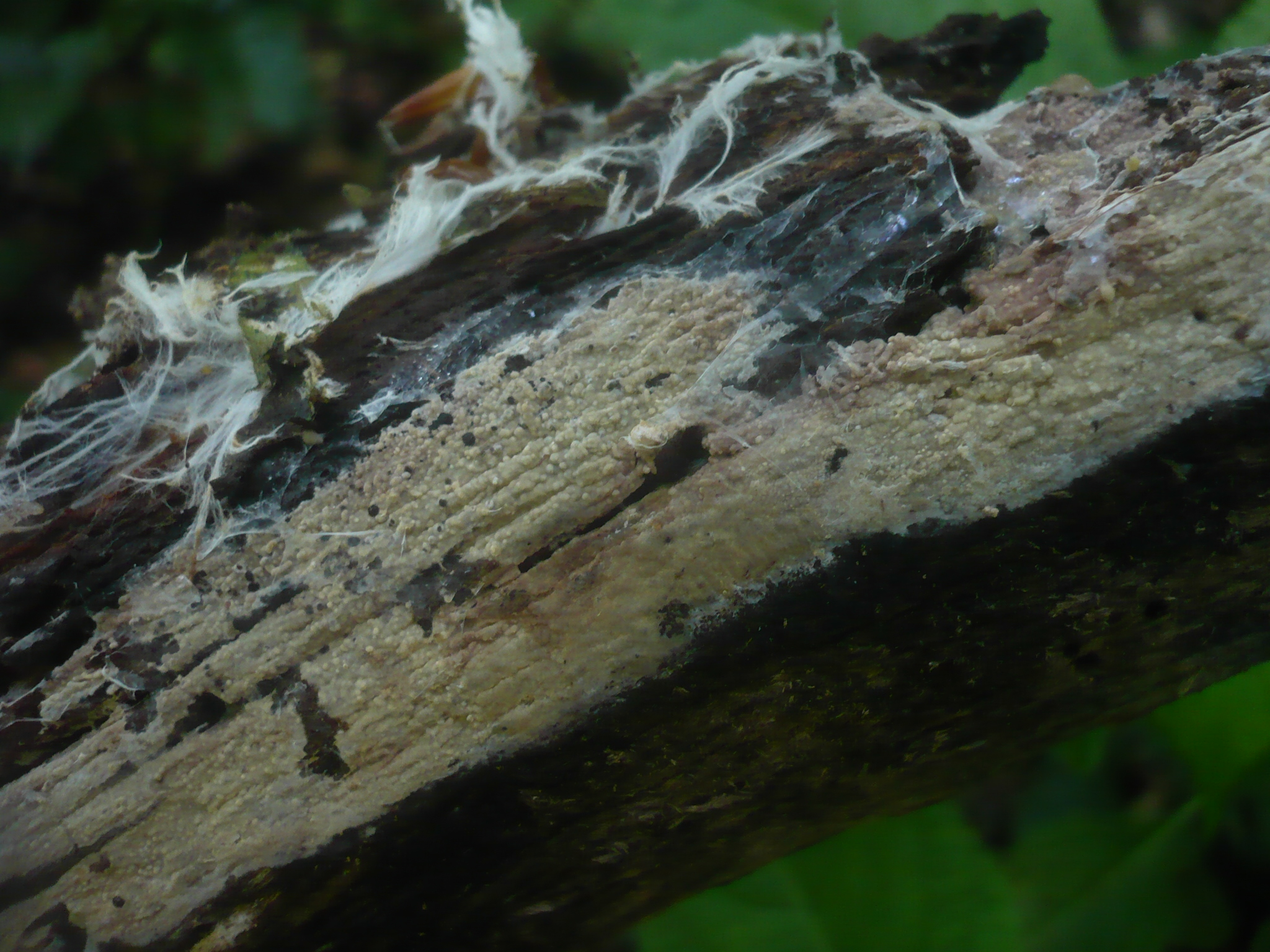

Strzępkoskórka różowokremowa (Hyphoderma roseocremeum (Bres.) Donk – gatunek grzybów z rodziny strzępkoskórkowatych (Hyphodermataceae).

## Systematyka i nazewnictwo
Pozycja w klasyfikacji według Index Fungorum: Hyphoderma, Hyphodermataceae, Polyporales, Incertae sedis, Agaricomycetes, Agaricomycotina, Basidiomycota, Fungi.
Po raz pierwszy zdiagnozował go w 1905 r. Giacopo Bresàdola nadając mu nazwę Corticium roseocremeum. Obecną, uznaną przez Index Fungorum nazwę nadał mu Marinus Anton Donk w 1857 r.
Synonimy:
- Corticium roseocremeum Bres. 1905
- Gloeocystidium roseocremeum (Bres.) Brinkmann 1904
- Hyphoderma roseocremeum var. minutisporum Priyanka & Dhingra 2014
- Hyphoderma roseocremeum (Bres.) Donk 1957 var. roseocremeum

Nazwę polską nadał Władysław Wojewoda w 1973 r.

## Morfologia
Owocniki
Rozpostarty, rozproszony lub zwarty, przyrośnięty do podłoża. Na górnej powierzchni znajduje się hymenium, początkowo białe, potem kremowo-żółte, często z różowymi plamami. Obrzeże rozrzedzone, czasami drobno strzępiaste (pod mikroskopem), ale szczególnie niezróżnicowane.
Cechy mikroskopowe;
System strzępkowy monomityczny. Strzępki cienkościenne, silnie rozgałęzione, o szerokości 3–4 μm, tworzące dość luźny kontekst. W subhymenium strzępki zagęszczają się i ułożone są głównie pionowo. Cystydy dość liczne, cienkościenne, nieco wystające nad hymenium,  cylindryczne, czasami kręte i nieco zwężone, bez przegród, o jednorodnej treści. Podstawki zgrubiałe,  półmaczugowate lub cylindryczne, często zwężone i przypominające strąk. Są 4-sterygmowe, mają sprzążki i rozmiar 25–30 (35) × 6–8 μm. Zarodniki cylindryczne lub kiełbaskowate, ale zazwyczaj proste, czasami lekko wklęsłe, gładkie, nieamyloidalne, z licznymi gutulami w protoplazmie. Mają rozmiar 9–12 × 3–4 μm.

## Występowanie i siedlisko
Opisano występowanie tego gatunku tylko w Europie i w Kanadzie.
Występuje w lesie na martwym i zbutwiałym drewnie znajdującym się w wilgotnym miejscu. Rozwija się głównie na drewnie drzew liściastych, rzadziej na ich korze i na drewnie drzew iglastych. Owocniki rozwijają się od lipca do listopada.